# کیسی کافولد
کیسی کافولد (انگلیسی: Casey Kaufhold; ۶ مارس ۲۰۰۴) کماندار زن اهل ایالات متحده آمریکا بود.
وی در مسابقات کشوری و بین‌المللی در مجموع برندهٔ ۱ مدال برنز شده است.